# ایالت خراسان
در تقسیمات کشوری قدیم ایران، ایالت خراسان یکی از ۴ ایالت این کشور بود. منطقهٔ شمال شرق ایران از دیرباز به نام خراسان خوانده شده‌است، ولی عنوان ایالت نخستین‌بار در سال ۱۳۲۵ ه.ق. به صورت رسمی به این منطقه اطلاق شد. در قانون تشکیل ایالات و ولایات و دستورالعمل حکام که در ۱۴ ذیقعده ۱۳۲۵ به تصویب رسید، ایران به ۴ ایالت و ۱۲ ولایت تقسیم شد که نام یکی از ایالت‌ها خراسان بود. هرچند در این قانون، اشاره‌ای به حدود ایالات نشده‌است. با تصویب قانون تقسیمات کشور و وظایف فرمانداران و بخشداران در سال ۱۳۱۶ ه.ش. این ایالت مانند سایر ایالت‌ها منحل شد.
کرسی ایالت خراسان مشهد بود و از شمال به ترکستان؛ از شرق به افغانستان؛ از جنوب به کویرهای سیستان، کرمان، و یزد؛ و از غرب به عراق عجم و استرآباد محدود بود. تقسیمات ولایتی‌اش تا حدودی به نظر والی ایالت بستگی داشت و شامل ولایات اسفراین، باخرز و خواف، بجنورد، تربت حیدری، ترشیز، تون و طبس، جام، جوین، دره‌گز، سبزوار، سرخس، قائنات، قوچان، مشهد و نیشابور می‌شد. سیستان نیز تابع والی خراسان بوده است.